# Qong Muztagh Ost
Der Qong Muztagh Ost ist ein Berg im Ustjuntagh, einer Berggruppe im Kunlun an der Grenze der autonomen Gebiete Xinjiang und Tibet.
Der Qong Muztagh Ost liegt im westlichen Abschnitt des Kunlun. Der vergletscherte Berg besitzt eine Höhe von 6976 m. Der 7167 m hohe Liushi Shan, höchster Berg im Kunlun, liegt 133,89 km weiter westsüdwestlich. 2,23 km westlich erhebt sich der fast gleich hohe zweigipflige Qong Muztagh (Hauptgipfel: 6962 m, Westgipfel: 6937 m). Die West- und Südflanke des Qong Muztagh Ost liegen im Einzugsgebiet des Flusses Keriya, der das Gebirge nach Norden durchschneidet und den gleichnamigen Kreis Keriya im Tarimbecken durchfließt. Die Ostflanke des Qong Muztagh Ost wird zum abflusslosen Nördlichen Heishi-See entwässert. 

## Besteigungsgeschichte
Der Qong Muztagh Ost wurde am 6. Oktober 2009 durch eine russische Expedition über den Südostgrat erstbestiegen. Die Erstbesteigung gelang Diana Borisova, Pavel Demeshchik, Vasiliy Ivanov, Ivan Muyzhnek, Anna Pereverzeva, Sergey Zayko und Otto Chkhetiani.